# Попко Фадій Іванович
Фаді́й Іва́нович Попко́ (1918 , Нивецьк, Ровенський повіт, Волинська губернія, Українська Держава  — липень 1940 , Нивецьк, Домбровицький район, Ровенська область, Українська РСР, СРСР ) — український радянський діяч, селянин, голова сільської ради села Нивецьк Домбровицького району Ровенської області. Депутат Верховної Ради УРСР 1-го скликання (1940).

## Біографія
Народився 1918 року в багатодітній родині бідного селянина в селі Нивецьк, тепер Дубровицький район, Рівненська область, Україна. Батько помер 1921 року. З десятирічного віку Фадій Попко наймитував.
З 1928 по 1934 рік — сторож сільської школи, потім був на поденних роботах.
У 1935—1936 роках навчався на однорічних рільничих курсах у місті Сарни Волинського воєводства. Після закінчення курсів наймитував, працював у селі Нивецьку на столярській роботі.
У 1937 році працював продавцем кооперативної крамниці у селі Селищі біля Клесова. За комерційні зловживання був знятий із посади та відданий до польського суду.
З вересня 1939 по липень 1940 року — голова селянського комітету, організатор кооперативу, голова сільської ради села Нивецьк Домбровицького району Ровненської області.
У жовтні 1939 року обраний депутатом Народних Зборів Західної України.
24 березня 1940 року обраний депутатом Верховної Ради УРСР 1-го скликання по Владимирецькому виборчому округу № 345 Ровенської області.
Помер у кінці липня 1940 року в селі Нивецьк Домбровицького району.